# Milton of Ogilvie
Milton ist ein Weiler in Angus, nahe Glamis. Jüngere Geschichte ist in dem gesamten Gebiet um Glamis Castle zu betrachten, wie auch Eassie Stone, ein geschnitzter Piktischer Symbolstein der aus der Spätantike stammt.